# Nehalem River
Der Nehalem River ist ein Fluss mit einer Länge von 180 Kilometern in Nordwestoregon. Er entsteht in den Bergen nahe Portland und mündet in die Nehalem Bay. Auf seinem Weg fließt er durch schmale kleine Schluchten. Sein Einzugsgebiet beträgt 2223 km². Sein wichtigster Zufluss ist der Salmonberry River.